# Potoky, Stropkov
Potoky este o comună slovacă, aflată în districtul Stropkov din regiunea Prešov. Localitatea se află la altitudinea de 232 m deasupra n.m., se întinde pe o suprafață de 5,58 km2 și în 2017 număra 90 de locuitori.

## Istoric
Localitatea Potoky este atestată documentar din 1551.

## Demografie
| An:                | 1994 | 2004   | 2014   | 2024    |
| ------------------ | ---- | ------ | ------ | ------- |
| Număr de persoane: | 102  | 92     | 93     | 82      |
| Diferență:         |      | −9,80% | +1,08% | −11,82% |

| An:                | 2023 | 2024   |
| ------------------ | ---- | ------ |
| Număr de persoane: | 83   | 82     |
| Diferență:         |      | −1,20% |